# علم مدني
العلم المدني هو نسخة من العلم الوطني يرفعه مدنيون على مؤسسات غير حكومية أو نقابات. استخدام أعلام مدنية كان شائعًا أكثر في الماضي لتدل على مبانٍ أو سفن ليس بها أي من الجيش.
في بعض الدول، العلم المدني هو نفسه علم الحرب أو علم الدولة لكن بدون الشعار، مثل إسبانيا و‌صربيا. في دول أخرى، العلم نسخة معدلة من علم الحرب.
في إسكندنافيا، أعلام الدولة والحرب يمكن أن تكون نسخة متغيرة تتكون من لونين أو ثلاثة ألوان من علم الصليب الشمالي. دول كثيرة، خاصةً ذات التراث البريطاني، لا زالت تمتلك أعلام مدنية مميزة (فنيًا رايات مدنية) للاستخدام البحري، وكثير منها مأخوذة من الراية الحمراء.

## أمثلة

إسبانيا
الإكوادور
السلفادور
أندورا
بوليفيا
بيرو
سان مارينو
صربيا
غواتيمالا
فنزويلا
كوستاريكا
هايتي